# Kalna riests
Kalna riests este o arie protejată (arie specială de conservare — SAC, sit de importanță comunitară — SCI, arie de protecție specială avifaunistică — SPA) din Letonia întinsă pe o suprafață de 76,16 ha, integral pe uscat.

## Localizare
Centrul sitului Kalna riests este situat la coordonatele 57°04′47″N 26°56′06″E / 57.0797°N 26.9349°E.

## Înființare
Situl Kalna riests a fost declarat arie de protecție specială avifaunistică în decembrie 2003 pentru a proteja 2 specii de animale. Alte tipuri de protecție:
- sit de importanță comunitară (în mai 2004)
- arie specială de conservare (în mai 2004)[1][3][4]

## Biodiversitate
Situată în ecoregiunea boreală, aria protejată conține 4 habitate naturale: Taiga vestică, Păduri caducifoliate de mlaștină fino-scandinave, Mlaștini împădurite, Păduri central-europene de pin scoțian cu licheni.
La baza desemnării sitului se află mai multe specii protejate:
- păsări (1):  cocoș de munte (Tetrao urogallus)
- nevertebrate (1): Boros schneideri